# 예레 레흐티넨
예레 칼레르보 레흐티넨(핀란드어: Jere Kalervo Lehtinen, 1973년 6월 24일 ~ )은 핀란드의 은퇴한 아이스하키 선수로 현역 시절 포지션은 라이트윙이다. 현재 핀란드 국가대표팀의 단장으로 활동 중이다. 고향인 에스포를 연고로 둔 키에코에스포의 유스팀에서 아이스하키를 시작했으며, 1993년까지 그 팀에서 활동했다. 이후 1992-93 시즌에 HC TPS로 이적하였으며, 1993-94 시즌에 팀의 리그 우승과 함께 라이모 킬피외 트로피를 받았다.
1992년 NHL 드래프트 4라운드에서 댈러스 스타스의 전신인 미네소타 노스 스타스에게 지명되었으며, 1995년에 미네소타 팀에 합류했다. 이후 15년 동안 댈러스 스타스에서 팀의 주요 선수로 활동하면서 1998년과 1999년에 스탠리컵 우승을 차지했고, NHL에서 공격적인 수비수에게 주는 프랭크 J. 셀키 트로피를 3번 수상했다.
핀란드 국가대표팀 선수로도 활약하여 올림픽 5회, 세계 선수권 대회 4회, 아이스하키 월드컵 2회 참가하였으며, 총 9개의 메달을 획득했다. 그는 세계 선수권 대회와 스탠리컵을 모두 우승한 유일한 핀란드 선수이다.